# White River Junction
White River Junction és una concentració de població designada pel cens dels Estats Units a l'estat de Vermont. Segons el cens del 2000 tenia 2.569 habitants.

## Demografia
Segons el cens del 2000, White River Junction tenia 2.569 habitants, 1.169 habitatges, i 648 famílies. La densitat de població era de 601,1 habitants per km².
Dels 1.169 habitatges en un 28,1% hi vivien nens de menys de 18 anys, en un 38% hi vivien parelles casades, en un 13,4% dones solteres, i en un 44,5% no eren unitats familiars. En el 36,9% dels habitatges hi vivien persones soles el 15,7% de les quals corresponia a persones de 65 anys o més que vivien soles. El nombre mitjà de persones vivint en cada habitatge era de 2,19 i el nombre mitjà de persones que vivien en cada família era de 2,86.
Per edats la població es repartia de la següent manera: un 24,3% tenia menys de 18 anys, un 7,3% entre 18 i 24, un 29,9% entre 25 i 44, un 23,3% de 45 a 60 i un 15,3% 65 anys o més.
L'edat mediana era de 38 anys. Per cada 100 dones de 18 o més anys hi havia 86,8 homes.
La renda mediana per habitatge era de 33.667 $ i la renda mediana per família de 44.094 $. Els homes tenien una renda mediana de 34.200 $ mentre que les dones 21.591 $. La renda per capita de la població era de 17.221 $. Entorn del 8,1% de les famílies i l'11,6% de la població estaven per davall del llindar de pobresa.